# RedTube
RedTube es un sitio de pornografía Web 2.0, que en noviembre de 2009 tuvo lugar en un ranking de Alexa de los 100 sitios web más importantes del mundo. Sin embargo en junio de 2010 bajó del top 100. Su popularidad se ha atribuido a su nombre no sexual. El sitio web tiene su sede en Houston, Texas, pero tiene servidores en Puerto Rico y Nueva Orleans. Es una página no apta para menores de 18 años.
Wired informó que Redtube.com fue uno de los 5 sitios web de más rápido crecimiento en diciembre de 2007.
La base de datos del sitio se accedió y cerró temporalmente por hackers turcos en febrero de 2008.
En 2009, fue uno de los doce sitios pornográficos bloqueados por el tribunal de Sri Lanka ya que el acceso al sitio albergaba imágenes de mujeres y niños cingaleses.
En septiembre de 2013, uno de los videos fue bloqueado en Rusia debido a la Ley Federal de Protección de Niños contra Información Dañina para su Salud y Desarrollo.